# Welsh Cup
A Copa de Gales é um torneio de futebol jogada anualmente pelos clubes de futebol do País de Gales.
Ele é organizado pela FAW. A equipa vencedora qualifica-se para jogar na temporada seguinte a UEFA Europa League (anteriormente as equipes se qualificavam para a Taça dos Clubes Vencedores de Taças, que foi extinto em 1999). No passado alguns clubes de divisões inferiores da Inglaterra eram convidados para participar do torneio, mas para a temporada 1995–96 os clubes ingleses assim como os clubes galeses que disputam o campeonato inglês como (Cardiff City, Swansea City, Wrexham, Newport County, Merthyr Town e Colwyn Bay) foram banidos da competição.

## Resultados das Finais da Welsh Cup
| Temporada | Campeão                 | Placar               | Vice                    |
| --------- | ----------------------- | -------------------- | ----------------------- |
| 1877–78   | Wrexham                 | 1–0                  | Druids                  |
| 1878–79   | Newtown White Stars     | 1–0                  | Wrexham                 |
| 1879–80   | Druids                  | 2–1                  | Ruthin                  |
| 1880–81   | Druids                  | 2–0                  | Newtown White Stars     |
| 1881–82   | Druids                  | 5–0                  | Northwich Victoria      |
| 1882–83   | Wrexham                 | 1–0                  | Druids                  |
| 1883–84   | Oswestry White Stars    | 1–0                  | Druids                  |
| 1884–85   | Druids                  | 4–2                  | Oswestry United         |
| 1885–86   | Druids                  | 4–0                  | Newtown                 |
| 1886–87   | Chirk                   | 2–1                  | Davenham                |
| 1887–88   | Chirk                   | 5–0                  | Newtown                 |
| 1888–89   | Bangor                  | 2–1                  | Northwich Victoria      |
| 1889–90   | Chirk                   | 1–0                  | Wrexham                 |
| 1890–91   | Shrewsbury Town         | 5–2                  | Wrexham                 |
| 1891–92   | Chirk                   | 2–1                  | Westminster Rovers      |
| 1892–93   | Wrexham                 | 2–1                  | Chirk                   |
| 1893–94   | Chirk                   | 2–0                  | Westminster Rovers      |
| 1894–95   | Newtown                 | 3–2                  | Wrexham                 |
| 1895–96   | Bangor                  | 3–1                  | Wrexham                 |
| 1896–97   | Wrexham                 | 2–0                  | Newtown                 |
| 1897–98   | Druids                  | 3–2                  | Wrexham                 |
| 1898–99   | Druids                  | 3–2                  | Wrexham                 |
| 1899–00   | Aberystwyth Town        | 3–0                  | Druids                  |
| 1900–01   | Oswestry United         | 1–0                  | Druids                  |
| 1901–02   | Wellington Town         | 1–0                  | Wrexham                 |
| 1902–03   | Wrexham                 | 8–0                  | Aberaman Athletic       |
| 1903–04   | Druids                  | 3–2                  | Aberdare Athletic       |
| 1904–05   | Wrexham                 | 3–0                  | Aberdare Athletic       |
| 1905–06   | Wellington Town         | 3–2                  | Whitchurch              |
| 1906–07   | Oswestry United         | 2–0                  | Whitchurch              |
| 1907–08   | Chester                 | 3–1                  | Connah's Quay & Shotton |
| 1908–09   | Wrexham                 | 1–0                  | Chester                 |
| 1909–10   | Wrexham                 | 2–1                  | Chester                 |
| 1910–11   | Wrexham                 | 6–0                  | Connah's Quay & Shotton |
| 1911–12   | Cardiff City            | 3–0                  | Pontypridd              |
| 1912–13   | Swansea Town            | 1–0                  | Pontypridd              |
| 1913–14   | Wrexham                 | 3–0                  | Llanelli                |
| 1914–15   | Wrexham                 | 2–1                  | Swansea Town            |
| 1915–19   | Não houve competição    | Não houve competição | Não houve competição    |
| 1919–20   | Cardiff City            | 2–0                  | Wrexham                 |
| 1920–21   | Wrexham                 | 4–2                  | Pontypridd              |
| 1921–22   | Cardiff City            | 2–0                  | Ton Pentre              |
| 1922–23   | Cardiff City            | 3–2                  | Aberdare Athletic       |
| 1923–24   | Wrexham                 | 3–2                  | Merthyr Town            |
| 1924–25   | Wrexham                 | 3–1                  | Flint                   |
| 1925–26   | Ebbw Vale               | 3–2                  | Swansea Town            |
| 1926–27   | Cardiff City            | 2–0                  | Rhyl                    |
| 1927–28   | Cardiff City            | 2–0                  | Bangor City             |
| 1928–29   | Connah's Quay & Shotton | 3–0                  | Cardiff City            |
| 1929–30   | Cardiff City            | 4–2                  | Rhyl                    |
| 1930–31   | Wrexham                 | 7–0                  | Shrewsbury Town         |
| 1931–32   | Swansea Town            | 3–1                  | Wrexham                 |
| 1932–33   | Chester                 | 2–0                  | Wrexham                 |
| 1933–34   | Bristol City            | 4–1                  | Tranmere Rovers         |
| 1934–35   | Tranmere Rovers         | 1–0                  | Chester                 |
| 1935–36   | Crewe Alexandra         | 2–0                  | Chester                 |
| 1936–37   | Crewe Alexandra         | 4–2                  | Rhyl                    |
| 1937–38   | Shrewsbury Town         | 4–3                  | Swansea Town            |
| 1938–39   | South Liverpool         | 2–1                  | Cardiff City            |
| 1939–40   | Wellington Town         | 4–0                  | Swansea Town            |
| 1940–46   | Não houve competição    | Não houve competição | Não houve competição    |
| 1946–47   | Chester                 | 5–1                  | Merthyr Tydfil          |
| 1947–48   | Lovells Athletic        | 3–0                  | Shrewsbury Town         |
| 1948–49   | Merthyr Tydfil          | 2–0                  | Swansea Town            |
| 1949–50   | Swansea Town            | 4–1                  | Wrexham                 |
| 1950–51   | Merthyr Tydfil          | 4–3                  | Cardiff City            |
| 1951–52   | Rhyl                    | 4–3                  | Merthyr Tydfil          |
| 1952–53   | Rhyl                    | 2–1                  | Chester                 |
| 1953–54   | Flint Town United       | 2–0                  | Chester                 |
| 1954–55   | Barry Town              | 5–4                  | Chester                 |
| 1955–56   | Cardiff City            | 3–2                  | Swansea Town            |
| 1956–57   | Wrexham                 | 2–1                  | Swansea Town            |
| 1957–58   | Wrexham                 | 3–2                  | Chester                 |
| 1958–59   | Cardiff City            | 2–0                  | Lovells Athletic        |
| 1959–60   | Wrexham                 | 1–0                  | Cardiff City            |
| 1960–61   | Swansea Town            | 3–1                  | Bangor City             |
| 1961–62   | Bangor City             | 5–4                  | Wrexham                 |
| 1962–63   | Borough United          | 2–1                  | Newport County          |
| 1963–64   | Cardiff City            | 5–3                  | Bangor City             |
| 1964–65   | Cardiff City            | 8–2                  | Wrexham                 |
| 1965–66   | Swansea Town            | 5–2                  | Chester                 |
| 1966–67   | Cardiff City            | 4–3                  | Wrexham                 |
| 1967–68   | Cardiff City            | 6–1                  | Hereford United         |
| 1968–69   | Cardiff City            | 5–1                  | Swansea Town            |
| 1969–70   | Cardiff City            | 5–0                  | Chester                 |
| 1970–71   | Cardiff City            | 4–1                  | Wrexham                 |
| 1971–72   | Wrexham                 | 3–2                  | Cardiff City            |
| 1972–73   | Cardiff City            | 5–1                  | Bangor City             |
| 1973–74   | Cardiff City            | 2–0                  | Stourbridge             |
| 1974–75   | Wrexham                 | 5–2                  | Cardiff City            |
| 1975–76   | Cardiff City            | 6–5                  | Hereford United         |
| 1976–77   | Shrewsbury Town         | 4–2                  | Cardiff City            |
| 1977–78   | Wrexham                 | 3–1                  | Bangor City             |
| 1978–79   | Shrewsbury Town         | 2–1                  | Wrexham                 |
| 1979–80   | Newport County          | 5–1                  | Shrewsbury Town         |
| 1980–81   | Swansea City            | 2–1                  | Hereford United         |
| 1981–82   | Swansea City            | 2–1                  | Cardiff City            |
| 1982–83   | Swansea City            | 4–1                  | Wrexham                 |
| 1983–84   | Shrewsbury Town         | 2–1                  | Wrexham                 |
| 1984–85   | Shrewsbury Town         | 5–1                  | Bangor City             |
| 1985–86   | Wrexham                 | 3–2                  | Kidderminster Harriers  |
| 1986–87   | Merthyr Tydfil          | 3–2                  | Newport County          |
| 1987–88   | Cardiff City            | 2–0                  | Wrexham                 |
| 1988–89   | Swansea City            | 5–0                  | Kidderminster Harriers  |
| 1989–90   | Hereford United         | 2–1                  | Wrexham                 |
| 1990–91   | Swansea City            | 2–0                  | Wrexham                 |
| 1991–92   | Cardiff City            | 1–0                  | Hednesford Town         |
| 1992–93   | Cardiff City            | 5–0                  | Rhyl                    |
| 1993–94   | Barry Town              | 2–1                  | Cardiff City            |
| 1994–95   | Wrexham                 | 2–1                  | Cardiff City            |
| 1995–96   | Llansantffraid          | 3–3                  | Barry Town              |
| 1996–97   | Barry Town              | 2–1                  | Cwmbran Town            |
| 1997–98   | Bangor City             | 1–1                  | Connah's Quay Nomads    |
| 1998–99   | Inter Cardiff           | 1–1                  | Carmarthen Town         |
| 1999–00   | Bangor City             | 1–0                  | Cwmbran Town            |
| 2000–01   | Barry Town              | 2–0                  | Total Network Solutions |
| 2001–02   | Barry Town              | 4–1                  | Bangor City             |
| 2002–03   | Barry Town              | 2–2                  | Cwmbran Town            |
| 2003–04   | Rhyl                    | 1–0                  | Total Network Solutions |
| 2004–05   | Total Network Solutions | 1–0                  | Carmarthen Town         |
| 2005–06   | Rhyl                    | 2–0                  | Bangor City             |
| 2006–07   | Carmarthen Town         | 3–2                  | Afan Lido               |
| 2007–08   | Bangor City             | 4–2                  | Llanelli                |
| 2008–09   | Bangor City             | 2–0                  | Aberystwyth Town        |
| 2009–10   | Bangor City             | 3–2                  | Port Talbot Town        |
| 2010–11   | Llanelli                | 4–1                  | Bangor City             |
| 2011–12   | The New Saints          | 2–0                  | Cefn Druids             |
| 2012–13   | Prestatyn Town          | 3–1                  | Bangor City             |
| 2013–14   | The New Saints          | 3–2                  | Aberystwyth Town        |
| 2014–15   | The New Saints          | 2–0                  | Newtown                 |
| 2015–16   | The New Saints          | 2–0                  | Airbus UK Broughton     |
| 2016–17   | Bala Town               | 2–1                  | The New Saints          |
| 2017–18   | Connah's Quay Nomads    | 4–1                  | Aberystwyth Town        |
| 2018–19   | The New Saints          | 3–0                  | Connah's Quay Nomads    |

 Clubes Ingleses convidados marcados com a bandeira da Inglaterra.

## Títulos por clube
- Wrexham: 23
- Cardiff City: 22
- Swansea City: 10
- Bangor City: 8
- Druids FC: 8
- The New Saints: 7
- Barry Town: 6
- Shrewsbury Town: 6
- Chirk AAA FC: 5
- Rhyl FC: 4
- Chester City: 3
- Merthyr Tydfil: 3
- Wellington Town: 3
- Crewe Alexandra: 2
- Newtown: 2
- Oswestry United: 2
- Aberystwyth Town: 1
- Bala Town: 1
- Borough United: 1
- Bristol City: 1
- Carmarthen Town: 1
- Connah's Quay & Shotton: 1
- Connah's Quay Nomads: 1
- Ebbw Vale: 1
- Flint Town United: 1
- Hereford United: 1
- Inter Cardiff: 1
- Llanelli: 1
- Lovell's Athletic: 1
- Newport County: 1
- Oswestry White Star: 1
- Prestatyn Town: 1
- South Liverpool: 1
- Tranmere Rovers: 1

Notas
1. ↑  Houve dois jogos, no primeiro terminou empatado em 0–0 e no 2º o Oswentry White Stars venceu por 1–0.
2. ↑  Houve dois jogos, no primeiro terminou empatado em 1–1 e no 2º o Druids venceu por 3–1 na prorrogação.
3. ↑  Houve dois jogos, no primeiro terminou empatado em 1–1 e no 2º o Druids venceu por 2–1.
4. ↑  Houve dois jogos, no primeiro terminou empatado em 2–2 e no 2º o Druids venceu por 1–0.
5. ↑  Houve dois jogos, no primeiro terminou empatado em 0–0 e no 2º o Cardiff venceu por 3–0.
6. ↑  Houve dois jogos, no primeiro terminou empatado em 0–0 e no 2º o Swansea venceu por 1–0.
7. ↑  Houve dois jogos, no primeiro terminou empatado em 0–0 e no 2º o Wrexham venceu por 3–0.
8. ↑  Houve dois jogos, no primeiro terminou empatado em 1–1 e no 2º o Wrexham venceu por 1–0.
9. ↑  Houve dois jogos, no primeiro terminou empatado em 1–1 e no 2º o Wrexham venceu por 3–1.
10. ↑  Houve dois jogos, no primeiro terminou empatado em 2–2 e no 2º o Wrexham venceu por 1–0.
11. ↑  Houve dois jogos, no primeiro terminou empatado em 0–0 e no 2º o Cardiff venceu por 4–2.
12. ↑  Houve dois jogos, no primeiro terminou empatado em 1–1 e no 2º o Cardiff venceu por 2–0.
13. ↑  Houve dois jogos, no primeiro terminou empatado em 1–1 e no 2º o Bristol City venceu por 3–0.
14. ↑  Houve dois jogos, no primeiro terminou empatado em 1–1 e no 2º o Crewe Alexandra venceu por 3–1.
15. ↑  Houve dois jogos, no primeiro terminou empatado em 2–2 e no 2º o Shrewsbury Town venceu por 2–1.
16. ↑  Houve dois jogos, no primeiro terminou empatado em 0–0 e no 2º o Chester venceu por 5–1.
17. ↑  Houve dois jogos, no primeiro terminou empatado em 1–1 e no 2º o Merthyr Tydfil venceu por 3–2.
18. ↑  Houve dois jogos, no primeiro terminou empatado em 1–1 e no 2º o Barry Town venceu por 4–3.
19. ↑  Houve dois jogos, no primeiro terminou empatado em 1–1 e no 2º o Wrexham venceu por 2–1.
20. ↑  Houve três jogos, o jogo de ida foi vencido pelo Wrexham por 3–0, no jogo da volta, o Bangor City venceu por 2–0 e ainda houve um terceiro jogo de desempate, vencido pelo Bangor City por 2–1.
21. ↑  Houve dois jogos, o jogo de ida foi vencido pelo Borough United por 2–1, o jogo da volta terminou empatado, em 0–0.
22. ↑  Houve três jogos, o jogo de ida foi vencido pelo Bangor City por 2–0, no jogo da volta, o Cardiff venceu por 3–1 e ainda houve um terceiro jogo de desempate, vencido pelo Cardiff por 2–0.
23. ↑  Houve três jogos, o jogo de ida foi vencido pelo Cardiff por 5–1, no jogo da volta, o Wrexham venceu por 1–0 e ainda houve um terceiro jogo de desempate, vencido pelo Cardiff por 3–0.
24. ↑  Houve três jogos, o jogo de ida foi vencido pelo Swansea por 3–0, no jogo da volta, o Chester venceu por 1–0 e ainda houve um terceiro jogo de desempate, vencido pelo Swansea por 2–1.
25. ↑  Houve dois jogos, o jogo de ida, terminou empatado em 2–2, no jogo da volta, o Cardiff ganhou por 2–1.
26. ↑  Houve dois jogos, o jogo de ida foi vencido pelo Cardiff por 2–0, o jogo da volta também foi vencido pelo Cardiff por 4–1.
27. ↑  Houve dois jogos, o jogo de ida foi vencido pelo Cardiff por 3–1, o jogo da volta também foi vencido pelo Cardiff por 2–0.
28. ↑  Houve dois jogos, o jogo de ida foi vencido pelo Cardiff por 1–0, o jogo da volta também foi vencido pelo Cardiff por 4–0.
29. ↑  Houve dois jogos, o jogo de ida foi vencido pelo Cardiff por 1–0, o jogo da volta também foi vencido pelo Cardiff por 3–1.
30. ↑  Houve dois jogos, o jogo de ida foi vencido pelo Wrexham por 2–1, o jogo da volta terminou empatado em 1–1.
31. ↑  Houve dois jogos, o jogo de ida foi vencido pelo Bangor City por 1–0, já o jogo da volta, foi vencido pelo Cardiff por 5–0.
32. ↑  Houve dois jogos, o jogo de ida foi vencido pelo Cardiff por 1–0, o jogo da volta também foi vencido pelo Cardiff, pelo mesmo placar de 1–0.
33. ↑  Houve dois jogos, o jogo de ida foi vencido pelo Wrexham por 2–1, o jogo da volta também foi vencido pelo Wrexham por 3–1.
34. ↑  Houve dois jogos, o jogo de ida terminou empatado em 3–3, já o jogo da volta, foi vencido pelo Cardiff por 3–2.
35. ↑  Houve dois jogos, o jogo de ida foi vencido pelo Cardiff por 2–1, no jogo da volta, foi vencido pelo Shrewsbury Town por 3–0.
36. ↑  Houve dois jogos, o jogo de ida foi vencido pelo Wrexham por 2–1, o jogo da volta também vencido pelo Wrexham por 1–0.
37. ↑  Houve dois jogos, o jogo de ida terminou empatado em 1–1, já o jogo da volta, foi vencido pelo Shrewsbury Town por 1–0.
38. ↑  Houve dois jogos, o jogo de ida foi vencido pelo Newport County por 2–1, o jogo da volta também foi vencido pelo Newport County por 3–0.
39. ↑  Houve dois jogos, o jogo de ida foi vencido pelo Swansea por 1–0, o jogo da volta terminou empatado em 1–1.
40. ↑  Houve dois jogos, o jogo de ida terminou empatado em 0–0, já o jogo da volta, foi vencido pelo Swansea por 2–1.
41. ↑  Houve dois jogos, o jogo de ida foi vencido pelo Swansea por 2–1, o jogo da volta também foi vencido pelo Swansea por 2–0.
42. ↑  Houve dois jogos, o jogo de ida foi vencido pelo Shrewsbury Town por 2–1, o jogo da volta terminou empatado em 0–0.
43. ↑  Houve dois jogos, o jogo de ida foi vencido pelo Shrewsbury Town por 3–1, o jogo da volta também foi vencido pelo Shrewsbury Town por 2–0.
44. ↑  Houve dois jogos, o jogo de ida terminou empatado em 1-1, já o jogo da volta foi vencido pelo Wrexham por 2-1.
45. ↑  Houve dois jogos, o jogo de ida terminou empatado em 2–2, já o jogo da volta foi vencido pelo Merthyr Tydfil por 1–0.
46. ↑  O jogo terminou empatado em 3–3 e o Llansantffraid venceu nos pênaltis.
47. ↑  O jogo terminou empatado em 1–1 e o Bangor City venceu nos pênaltis.
48. ↑  O jogo terminou empatado em 1–1 e o Inter Cardiff venceu nos pênaltis.
49. ↑  O jogo terminou empatado em 2–2 e o Barry Town venceu nos pênaltis.